# Guaranita munda
Guaranita munda är en spindelart som först beskrevs av Willis J. Gertsch 1982.  Guaranita munda ingår i släktet Guaranita och familjen dallerspindlar. Inga underarter finns listade i Catalogue of Life.